# Halictus pyrenaeus
Halictus pyrenaeus là một loài Hymenoptera trong họ Halictidae. Loài này được Pérez mô tả khoa học năm 1903.